# Awa Marie Coll
Awa Marie Coll (Dakar, 1 de mayo de 1951) es una médica y política senegalesa, investigadora especializada en el SIDA con múltiples publicaciones que entre 1996 y 2001 fue jefa de departamento del Programa Conjunto de las Naciones Unidas sobre el VIH/SIDA en Ginebra. Además, fue ministra de Sanidad de Senegal entre 2001 y 2003 y de 2012 a 2017. El 11 de septiembre de 2017 se convirtió en Ministra de Estado de la Presidencia de la República de Senegal.

## Educación
Al finalizar sus estudios de medicina, realizó prácticas en los hospitales de Dakar en 1975 y obtuvo su doctorado en medicina en 1978. Entre 1979 y 1980, trabajó un año en la unidad de cuidados intensivos para enfermedades infecciosas del Hospital Lyon Croix-Rousse como asistente en el ala extranjera. De regreso a Senegal, obtuvo en 1982 su título de especialización en bacteriología-virología y en 1984 en enfermedades infecciosas y tropicales en la Universidad Cheikh Anta Diop de Dakar. De 1982 a 1988, siguió varios cursos de formación en metodología de la investigación y pedagogía en Dakar, Libreville y Burdeos. En 1984, a la edad de 33 años, se convirtió en la primera médica asociada en Senegal y en una de las pioneras en el África francófona. En 1987, realizó en la localidad francesa de Annecy el curso de epidemiología aplicada y bioestática coorganizado por la Fundación Mérieux y el CDC de Atlanta, lo que le permitió mejorar sus habilidades en esta área y ser miembro de la Asociación de Epidemiólogos de Campo.

## Carrera política
En mayo de 2001 el presidente de la República de Senegal propuso a Coll-Seck para ocupar el cargo de Ministra de Salud y Prevención. Gracias a su labor se han logrado avances en el sector salud, quedando acreditados varios logros en campos tan variados como reformas institucionales, reforma hospitalaria, programa ampliado de vacunación, lucha contra la malaria, sida, enfermedades no transmisibles, salud de personas mayores, motivación de los empleados, gestión financiera, contratos y relación con socios.
Macky Sall, quien la censuró por su falta de participación en las elecciones legislativas senegalesas de 2017, no renovó su cargo como ministra de Salud en el segundo gobierno de Dionne el 7 de septiembre de 2017. Sin embargo, se convirtió en Ministra de Estado del Presidente de la República.